# Hrvatska vaterpolska reprezentacija
Hrvatska vaterpolska reprezentacija predstavlja državu Hrvatsku u sportu vaterpolu. Ubraja se u jednu od najboljih svjetskih vaterpolskih reprezentacija. Olimpijski je pobjednik, trostruki svjetski i dvostruki europski prvak. Najtrofejnija je hrvatska sportska nacionalna reprezentacija.
Godine 1996., reprezentacija je dobitnicom Državne nagrade za šport "Franjo Bučar".
Od stjecanja hrvatske samostalnosti do OI u Pekingu 2008. reprezentacija je osvojila: zlato na SP u Melborneu 2007. i četiri srebra na OI u Atlanti 1996. i u Rio de Janeiru 2016., EP u Firenci 1999. i EP u Kranju 2003. Nakon OI 2008., hrvatska reprezentacija osvajala je odličja na pet natjecanja u 2009. i 2010. godini, tj. na svim natjecanjima na kojima su nastupili u te dvije godine. Osvojili su zlato na EP 2010. u Zagrebu, dva srebra u Svjetskoj ligi 2009. u Podgorici i na Svjetskome kupu 2010. u Oradei te dvije bronce na SP 2009. u Rimu i u Svjetskoj ligi 2010. u Nišu, pod vodstvom izbornika Ratka Rudića, koji je na čelu reprezentacije od 2004. godine. Osvojili su dvije bronce 2011. godine na SP u Shanghaju i u Svjetskoj ligi u Firenci. Hrvatska je sa svim pobjedama na prvenstvu osvojila zlato na svjetskom prvenstvu u Budimpešti 2017. godine.

## Osvojena odličja
| Natjecanje         |   |    |    | Ukupno |
| ------------------ | - | -- | -- | ------ |
| Olimpijske igre    | 1 | 3  | 0  | 4      |
| Svjetska prvenstva | 3 | 1  | 4  | 8      |
| Europska prvenstva | 2 | 3  | 1  | 6      |
| Svjetska liga      | 1 | 3  | 3  | 7      |
| Svjetski kup       | 0 | 1  | 1  | 2      |
| Europski kup       | 1 | 1  | 0  | 2      |
| Mediteranske igre  | 1 | 1  | 1  | 3      |
| Ukupno             | 9 | 13 | 10 | 32     |

## Sastav
(postava na EP 2024.)
| Ime i prezime        | Klub                    |
| -------------------- | ----------------------- |
| Marko Bijač          | Olympiakos              |
| Toni Popadić         | Jug Adriatic osiguranje |
| Josip Vrlić          | Jadran                  |
| Luka Lončar          | Olympiakos              |
| Rino Burić           | Jug Adriatic osiguranje |
| Matias Biljaka       | Jadran                  |
| Marko Žuvela         | Jug Adriatic osiguranje |
| Konstantin Harkov    | Jadran                  |
| Filip Kržić          | Jug Adriatic osiguranje |
| Franko Lazić         | Jug Adriatic osiguranje |
| Zvonimir Butić       | Jadran                  |
| Ante Vukičević       | Marseille               |
| Luka Bukić           | Jadran                  |
| Loren Fatović        | Jadran                  |
| Jerko Marinić Kragić | Jadran                  |
| Ivica Tucak          |                         |

Nakon osvojenog olimpijskog zlata 2012. došlo je do znatnog pomlađivanja reprezentacije. Izabran je novi izbornik Ivica Tucak, a samo sedmorica zlatnih olimpijaca iz Londona na popisu su za nastup na Mediteranskim igrama i Svjetskom prvenstvu 2013.
- sastav na MI i SP 2013.: vratari Josip Pavić, Marko Bijač i Duje Jelovina; centri Nikša Dobud, Fran Paškvalin i Ivan Krapić; bekovi Andro Bušlje, Ivan Milaković, Luka Lončar i Kristijan Milaković; vanjski igrači Maro Joković, Sandro Sukno, Paulo Obradović, Petar Muslim, Anđelo Šetka, Duje Živković, Ante Vukičević i Luka Bukić

S popisa igrača za Mediteranske otpali su vratar Duje Jelovina, centar Fran Paškvalin, bekovi Kristijan Milaković, napadači Duje Živković i Ante Vukičević. Na put s izbornikom za Tursku otišli su: vratari Josip Pavić i Marko Bijač, centri Nikša Dobud, Ivan Krapić, bekovi Andro Bušlje, Ivan Milaković, Luka Lončar, vanjski igrači Maro Joković, Sandro Sukno, Paulo Obradović, Petar Muslim, Anđelo Šetka i Luka Bukić. Hrvatska je sa svim pobjedama na svoj Dan državnosti 25. lipnja osvojila prvo mediteransko zlato. Tako je Svjetski kup ostao jedino natjecanje na kojem Hrvatska nikada nije osvojila zlato. S popisa za SP otpali su Krapić i Vukičević. Na SP-u je Hrvatska osvojila broncu sa svim pobjedama osim poraza u poluzavršnici od Mađarske.

## Izbornici
- Duško Antunović (1991. – 1993.)
- Bruno Silić (1993. – 1998.)
- Neven Kovačević (1998. – 2001.)
- Veselin Đuho (2002. – 2003.)[6]
- Zoran Roje (2003. – 2005.)
- Ratko Rudić (2005. – 2012.)
- Ivica Tucak (16. rujna 2012.[7] – )

## Rezultati na velikim natjecanjima
| kao dio Austro-Ugarske             |                                            |                                            |                                            |                                            |                                            |                                            |              |  |
| 1900.                              | bez nastupa                                |                                            |                                            |                                            |                                            |                                            |              |  |
| 1904.                              | bez nastupa                                |                                            |                                            |                                            |                                            |                                            |              |  |
| 1908.                              | bez nastupa                                |                                            |                                            |                                            |                                            |                                            |              |  |
| 1912.                              | 4. mjesto                                  | (bez igrača iz Hrvatske)                   | (bez igrača iz Hrvatske)                   | (bez igrača iz Hrvatske)                   |                                            |                                            |              |  |
| 1916.                              | OI nisu održane zbog Prvog svjetskog rata  | OI nisu održane zbog Prvog svjetskog rata  | OI nisu održane zbog Prvog svjetskog rata  | OI nisu održane zbog Prvog svjetskog rata  | OI nisu održane zbog Prvog svjetskog rata  | OI nisu održane zbog Prvog svjetskog rata  |              |  |
| Godina                             | Olimpijske igre                            | Svjetska prvenstva                         | Europska prvenstva                         | Mediteranske igre                          | Svjetske lige                              | Svjetski kupovi                            |              |  |
| kao dio Kraljevine SHS/Jugoslavije |                                            |                                            |                                            |                                            |                                            |                                            |              |  |
| 1920.                              | bez nastupa                                |                                            |                                            |                                            |                                            |                                            |              |  |
| 1924.                              | bez nastupa                                |                                            |                                            |                                            |                                            |                                            |              |  |
| 1926.                              |                                            |                                            | bez nastupa                                |                                            |                                            |                                            |              |  |
| 1927.                              |                                            |                                            | 9.                                         |                                            |                                            |                                            |              |  |
| 1928.                              | bez nastupa                                |                                            |                                            |                                            |                                            |                                            |              |  |
| 1931.                              |                                            |                                            | bez nastupa                                |                                            |                                            |                                            |              |  |
| 1932.                              | bez nastupa                                |                                            |                                            |                                            |                                            |                                            |              |  |
| 1934.                              |                                            |                                            | 5.                                         |                                            |                                            |                                            |              |  |
| 1936.                              | 1. krug                                    |                                            |                                            |                                            |                                            |                                            |              |  |
| 1938.                              |                                            |                                            | bez nastupa                                |                                            |                                            |                                            |              |  |
| 1940.                              | OI nisu održane zbog Drugog svjetskog rata | OI nisu održane zbog Drugog svjetskog rata | OI nisu održane zbog Drugog svjetskog rata | OI nisu održane zbog Drugog svjetskog rata | OI nisu održane zbog Drugog svjetskog rata | OI nisu održane zbog Drugog svjetskog rata |              |  |
| 1944.                              | OI nisu održane zbog Drugog svjetskog rata | OI nisu održane zbog Drugog svjetskog rata | OI nisu održane zbog Drugog svjetskog rata | OI nisu održane zbog Drugog svjetskog rata | OI nisu održane zbog Drugog svjetskog rata | OI nisu održane zbog Drugog svjetskog rata |              |  |
| Godina                             | Olimpijske igre                            | Svjetska prvenstva                         | Europska prvenstva                         | Mediteranske igre                          | Svjetske lige                              | Svjetski kupovi                            |              |  |
| kao dio SFR Jugoslavije            |                                            |                                            |                                            |                                            |                                            |                                            |              |  |
| 1947.                              |                                            |                                            | 8.                                         |                                            |                                            |                                            |              |  |
| 1948.                              | 2. krug                                    |                                            |                                            |                                            |                                            |                                            |              |  |
| 1949.                              |                                            |                                            |                                            |                                            |                                            |                                            |              |  |
| 1950.                              |                                            |                                            | bronca                                     |                                            |                                            |                                            |              |  |
| 1951.                              |                                            |                                            |                                            | bez nastupa                                |                                            |                                            |              |  |
| 1952.                              | srebro                                     |                                            |                                            |                                            |                                            |                                            |              |  |
| 1953.                              |                                            |                                            |                                            |                                            |                                            |                                            |              |  |
| 1954.                              |                                            |                                            | srebro                                     |                                            |                                            |                                            |              |  |
| 1955.                              |                                            |                                            |                                            | bez nastupa                                |                                            |                                            |              |  |
| 1956.                              | srebro                                     |                                            |                                            |                                            |                                            |                                            |              |  |
| 1957.                              |                                            |                                            |                                            |                                            |                                            |                                            |              |  |
| 1958.                              |                                            |                                            | srebro                                     |                                            |                                            |                                            |              |  |
| 1959.                              |                                            |                                            |                                            | zlato                                      |                                            |                                            |              |  |
| 1960.                              | 4.                                         |                                            |                                            |                                            |                                            |                                            |              |  |
| 1961.                              |                                            |                                            |                                            |                                            |                                            |                                            |              |  |
| 1962.                              |                                            |                                            | srebro                                     |                                            |                                            |                                            |              |  |
| 1963.                              |                                            |                                            |                                            | srebro                                     |                                            |                                            |              |  |
| 1964.                              | srebro                                     |                                            |                                            |                                            |                                            |                                            |              |  |
| 1965.                              |                                            |                                            |                                            |                                            |                                            |                                            |              |  |
| 1966.                              |                                            |                                            | bronca                                     |                                            |                                            |                                            |              |  |
| 1967.                              |                                            |                                            |                                            | zlato                                      |                                            |                                            |              |  |
| 1968.                              | zlato                                      |                                            |                                            |                                            |                                            |                                            |              |  |
| 1969.                              |                                            |                                            |                                            |                                            |                                            |                                            |              |  |
| 1970.                              |                                            |                                            | bronca                                     |                                            |                                            |                                            |              |  |
| 1971.                              |                                            |                                            |                                            | zlato                                      |                                            |                                            |              |  |
| 1972.                              | 5.                                         |                                            |                                            |                                            |                                            |                                            |              |  |
| 1973.                              |                                            | bronca                                     |                                            |                                            |                                            |                                            |              |  |
| 1974.                              |                                            |                                            | bronca                                     |                                            |                                            |                                            |              |  |
| 1975.                              |                                            | 13.                                        |                                            | srebro                                     |                                            |                                            |              |  |
| 1976.                              | 5.                                         |                                            |                                            |                                            |                                            |                                            |              |  |
| 1977.                              |                                            |                                            | srebro                                     |                                            |                                            |                                            |              |  |
| 1978.                              |                                            | bronca                                     |                                            |                                            |                                            |                                            |              |  |
| 1979.                              |                                            |                                            |                                            | zlato                                      |                                            | bronca                                     |              |  |
| 1980.                              | srebro                                     |                                            |                                            |                                            |                                            |                                            |              |  |
| 1981.                              |                                            |                                            | 4.                                         |                                            |                                            | srebro                                     |              |  |
| 1982.                              |                                            | 7.                                         |                                            |                                            |                                            |                                            |              |  |
| 1983.                              |                                            |                                            | 4.                                         | zlato                                      |                                            | bez nastupa                                |              |  |
| 1984.                              | zlato                                      |                                            |                                            |                                            |                                            |                                            |              |  |
| 1985.                              |                                            |                                            | srebro                                     |                                            |                                            | 4.                                         |              |  |
| 1986.                              |                                            | zlato                                      |                                            |                                            |                                            |                                            |              |  |
| 1987.                              |                                            |                                            | srebro                                     | bez nastupa                                |                                            | zlato                                      |              |  |
| 1988.                              | zlato                                      |                                            |                                            |                                            |                                            |                                            |              |  |
| 1989.                              |                                            |                                            | srebro                                     |                                            |                                            | zlato                                      |              |  |
| 1990.                              |                                            |                                            |                                            |                                            |                                            |                                            |              |  |
| 1991.                              |                                            | zlato                                      | zlato                                      | srebro                                     |                                            | srebro                                     |              |  |
| Godina                             | Olimpijske igre                            | Svjetska prvenstva                         | Europska prvenstva                         | Mediteranske igre                          | Svjetske lige                              | Svjetski kupovi                            | Europski kup |  |
| kao samostalna Republika Hrvatska  |                                            |                                            |                                            |                                            |                                            |                                            |              |  |
| 1992.                              | bez nastupa                                | (zbog sporosti MOO-ove uprave)             | (zbog sporosti MOO-ove uprave)             | (zbog sporosti MOO-ove uprave)             |                                            |                                            |              |  |
| 1993.                              |                                            |                                            | 5.                                         | srebro                                     |                                            | bez nastupa                                |              |  |
| 1994.                              |                                            | 4.                                         |                                            |                                            |                                            |                                            |              |  |
| 1995.                              |                                            |                                            | 4.                                         |                                            |                                            | 8.                                         |              |  |
| 1996.                              | srebro                                     |                                            |                                            |                                            |                                            |                                            |              |  |
| 1997.                              |                                            |                                            | 4.                                         | srebro                                     |                                            | 8.                                         |              |  |
| 1998.                              |                                            | 9.                                         |                                            |                                            |                                            |                                            |              |  |
| 1999.                              |                                            |                                            | srebro                                     |                                            |                                            | bez nastupa                                |              |  |
| 2000.                              | 7.                                         |                                            |                                            |                                            |                                            |                                            |              |  |
| 2001.                              |                                            | 8.                                         | 4.                                         | 5.                                         |                                            |                                            |              |  |
| 2002.                              |                                            |                                            |                                            |                                            | 1. krug                                    | 8.                                         |              |  |
| 2003.                              |                                            | 9.                                         | srebro                                     |                                            | bez nastupa                                |                                            |              |  |
| 2004.                              | 10.                                        |                                            |                                            |                                            | bez nastupa                                |                                            |              |  |
| 2005.                              |                                            | 4.                                         |                                            | 4.                                         | 4.                                         |                                            |              |  |
| 2006.                              |                                            |                                            | 7.                                         |                                            | 2. krug                                    | 4.                                         |              |  |
| 2007.                              |                                            | zlato                                      |                                            |                                            | 1. krug                                    |                                            |              |  |
| 2008.                              | 6.                                         |                                            | 4.                                         |                                            | 1. krug                                    |                                            |              |  |
| 2009.                              |                                            | bronca                                     |                                            | 4.                                         | srebro                                     |                                            |              |  |
| 2010.                              |                                            |                                            | zlato                                      |                                            | bronca                                     | srebro                                     |              |  |
| 2011.                              |                                            | bronca                                     |                                            |                                            | bronca                                     |                                            |              |  |
| 2012.                              | zlato                                      |                                            | 9.                                         |                                            | zlato                                      |                                            |              |  |
| 2013.                              |                                            | bronca                                     |                                            | zlato                                      | bez nastupa                                |                                            |              |  |
| 2014.                              |                                            |                                            | 5.                                         |                                            | bez nastupa                                | bronca                                     |              |  |
| 2015.                              |                                            | srebro                                     |                                            |                                            | srebro                                     |                                            |              |  |
| 2016.                              | srebro                                     |                                            |                                            |                                            | bez nastupa                                |                                            |              |  |
| 2017.                              |                                            | zlato                                      |                                            |                                            | bronca                                     |                                            |              |  |
| 2018.                              |                                            |                                            | bronca                                     |                                            | 5. mjesto                                  | 5. mjesto                                  | zlato        |  |
| 2019.                              |                                            | bronca                                     |                                            |                                            | srebro                                     |                                            | srebro       |  |
| 2020.                              | 5.                                         |                                            | 4.                                         |                                            | bez nastupa                                |                                            |              |  |
| 2021.                              |                                            |                                            |                                            |                                            |                                            |                                            |              |  |
| 2022.                              |                                            | 4.                                         | zlato                                      |                                            |                                            |                                            |              |  |
| 2023.                              |                                            | 9.                                         |                                            |                                            |                                            |                                            |              |  |
| 2024.                              | srebro                                     | zlato                                      | srebro                                     |                                            |                                            |                                            |              |  |

## Sastavi na velikim natjecanjima
- kao dio Austro-Ugarske
- OI 1900. – nije sudjelovala
- OI 1904. – nije sudjelovala
- OI 1908. – nije sudjelovala
- OI 1912. – Austrija osvojila 4. mjesto, bez igrača iz Hrvatske

- kao dio Jugoslavije

Do 1941. je često bio slučaj da je Jugoslaviju predstavljao hrvatski vaterpolski klub Jug iz Dubrovnika, višestruki državni prvak. Primjer je 1937. u utakmici protiv Čehoslovačke: Mato Kunčević, Viktor Hajon, Vinko Cvjetković, Zdravko Samardžić, Luka Ciganović, Željko Statinger i Bogdan Tošović.
 Od 43 državna reprezentativca, 19 su bili Jugovi igrači. Kad god su Jugovi igrači nezadovoljni izborom reprezentativne postave bojkotirali utakmice, reprezentacija je gubila.
- OI 1920. – nije sudjelovala
- OI 1924. – nije sudjelovala
- EP 1926.: ?
- 1. slavensko prvenstvo u vaterpolu 1927., Beograd:

- Dinko Fabris, Marko Dabrović, Ivica Dabrović, Mirko Braida (svi Jug)...
- Prvi sastav jugoslavenske vaterpolske reprezentacije ikad.
- Ivica Dabrović postigao je prvi pogodak u povijesti jugoslavenske reprezentacije.

- EP 1927.: ?

- Dinko Fabris, Ivica Dabrović, Mirko Braida (svi Jug)...

- OI 1928. – nije sudjelovala
- EP 1931.: – nije sudjelovala
- OI 1932. – nije sudjelovala
- EP 1934.: – 5. mjesto

- Miro Mihovilović (najbolji vratar na turniru) (Jadran, Split), Ante Bibica, Marko Bibica, Zdravko Samardžić, Vinko Cvjetković, Jozo Dabrović, Luka Ciganović, Željko Statinger (svi Jug).

- OI 1936. – 1. krug (3. u skupini 3)

- Filip Bonačić, Miro Mihovilović (najbolji vratar na turniru), Ante Roje, Mirko Tarana (Jug), Vinko Cvjetković (Jug) (?), Luka Ciganović (Jug), Bogdan Tošović(Jug), pričuvni vratar Milivoj Ćurlica (Jug)

- EP 1938.: – nije sudjelovala
- OI 1940. – nisu održane
- OI 1944. – nisu održane
- EP 1947.: -1.krug (3. u skupini 2)

- Ivo Štakula (Jug). .

- OI 1948. – (2. krug, 3. u skupini I, iza kasnijih olimpijskih prvaka Italije i doprvaka Mađarske)

- Juraj Amšel, Veljko Bakašun, Marko Brainović, Božo Grkinić, Ivo Giovanelli, Zdravko-Ćiro Kovačić, Ivica Kurtini (?), Željko Radić (Jadran, Split), Luka Ciganović (Jug), Saša Strmac (?), Ivo Štakula (Jug). Trener i savezni kapetan: Miro Mihovilović

- EP 1950.: –  bronca

- Hrvoje Kačić (Jug), Matko Goszl (Jug), Ivo Štakula (Mornar)...

- OI 1952. –  srebro

- Juraj Amšel, Veljko Bakašun, Marko Brainović, Vladimir Ivković (Jug), Zdravko Ježić, Zdravko-Ćiro Kovačić, Ivica Kurtini, Lovro Radonić, Ivo Štakula. Savezni trener: Božo Grkinić

- EP 1954.: –  srebro
- OI 1956. –  srebro

- Marijan Žužej, Juraj Amšel, Vladimir Ivković (Jug), Zdravko Ježić, Hrvoje Kačić (Jug), Zdravko-Ćiro Kovačić, Lovro Radonić, Tomislav Franjković, Ivo Cipci, Ivo Štakula. Savezni trener: Božo Grkinić

- EP 1958.: –  srebro

- Hrvoje Kačić (Jug), Pero Katušić (Jug)...

- Univ. 1959. –  zlato[15]
- OI 1960. – 4. mjesto[16]

- Marijan Žužej, Zdravko Ježić, Hrvoje Kačić, Anton Nardelli, Ivo Cipci, Zlatko Šimenc

- Univ. 1961. –  zlato[17]

- Đuro Radan, Boris Čukvas, Frane Nonković, Davor Poković, Zoran Janković, Fedor Šebenik, Josip Kaliterna, Ante Nardelli

- EP 1962.: –  srebro
- OI 1964. –  srebro

- Ozren Bonačić, Anton Nardelli, Frane Nonković, Vinko Rosić, Karlo Stipanić, Ivo Trumbić, Zlatko Šimenc, Zoran Janković

- EP 1966.: –  bronca
- OI 1968. –  zlato

- Ozren Bonačić, Ronald Lopatny, Miroslav Poljak, Karlo Stipanić, Ivo Trumbić, Zdravko Hebel, Zoran Janković

- EP 1970.:  –  bronca

- Karlo Stipanić, Ozren Bonačić, Zoran Janković, Ratko Rudić, Ronald Lopatny, Siniša Belamarić, Duško Antunović, Radovan Miškov, trener: Tripun-Miro Ćirković

- OI 1972. – 5. mjesto[16]

- Dušan Antunović, Siniša Belamarić, Ozren Bonačić, Ronald Lopatny, Ratko Rudić, Karlo Stipanić, Zoran Janković, trener: Vlaho Orlić, pom. trener: Aleksandar Seifert

- SP 1973. –  bronca
- EP 1974.: –  bronca
- SP 1975. – 13. mjesto
- OI 1976. – 5. mjesto[16]

- Dušan Antunović, Siniša Belamarić, Ozren Bonačić, Zoran Kačić, Boško Lozica, Damir Polić, Ratko Rudić, Đuro Savinović,

- EP 1977.: –  srebro

- Luko Vezilić, Ratko Rudić, Slobodan Trifunović, Siniša Belamarić, Boško Lozica, Milivoj Bebić, Mirsad Galijaš, Vranješ, trener: Tripun-Miro Ćirković, pom. trener: Antun-Toni Petrić

- SP 1978. –  bronca

- Izbornik: Antun-Toni Petrić.

- svjetski kup 1979.: –  bronca[16]
- Univ. 1979. –  bronca[21]

- Goran Sukno, Ante Roje, Slobodan Trifunović, Milivoj Bebić, Boško Lozica, Zoran Kačić

- OI 1980. –  srebro

- Luko Vezilić, Damir Polić, Ratko Rudić, Zoran Roje, Milivoj Bebić, Slobodan Trifunović, Boško Lozica, trener: Tripun-Miro Ćirković

- EP 1981.: 4. mjesto
- svjetski kup 1981.: –  srebro[16]
- SP 1982. – 7. mjesto
- EP 1983.: 4. mjesto
- svjetski kup 1983.:[16]
- OI 1984. –  zlato

- Deni Lušić, Božo Vuletić, Veselin Đuho, Zoran Roje, Milivoj Bebić, Perica Bukić, Goran Sukno, Tomislav Paškvalin, trener: Ratko Rudić

- EP 1985.: –  srebro
- svjetski kup 1985.: 4. mjesto[16]
- Univ. 1985. –  srebro[22]

- Deni Lušić, Tomislav Paškvalin, Milivoj Bebić, Marinko Roje, Perica Bukić, Andrija Dorošev, Sergio Afrić, Željko Kaurloto

- SP 1986. –  zlato

- Perica Bukić, Veselin Đuho, Deni Lušić, Tomislav Paškvalin, Dubravko Šimenc, Ante Vasović. Trener: Ratko Rudić

- EP 1987.: –  srebro
- svjetski kup 1987.: –  zlato[16]

- Perica Bukić, Veselin Đuho, Deni Lušić, Renco Posinković, Marinko Roje, Anto Vasović, Tino Vegar

- Univ. 1987. –  bronca[23]

- Deni Lušić, Perica Bukić, Marinko Roje, Anto Vasović, Tomislav Paškvalin, Renco Posinković

- OI 1988. –  zlato

- Deni Lušić, Dubravko Šimenc, Perica Bukić, Veselin Đuho, Mislav Bezmalinović, Tomislav Paškvalin, Renco Posinković, trener: Ratko Rudić.

- EP 1989.: –  srebro
- svjetski kup 1989.: –  zlato[16]

- Mislav Bezmalinović, Perica Bukić, , Dubravko Šimenc, Anto Vasović

- SP 1991.: –  zlato

- Mislav Bezmalinović, Perica Bukić, Vitomir Padovan, Renco Posinković, Dubravko Šimenc, Ante Vasović

- EP 1991.: –  zlato
- svjetski kup 1991.: –  srebro[16]

- kao samostalna Hrvatska

- 1992.: nije sudjelovala zbog tromosti administracije u MOO

- EP 1993.: 5. mjesto

- MI 1993. –  srebro

- Dubravko Šimenc, Joško Kreković, Tomislav Paškvalin, Deni Lušić, Dragan Rebić, Anto Vasović, Dejan Savičević, Ognjen Kržić, Perica Bukić, Elvis Fatović, Vjekoslav Kobešćak, Antonio Milat, Siniša Školneković. Trener: Duško Antunović[nedostaje izvor]

- SP 1994. – četvrto mjesto

- EP 1995. – četvrto mjesto

- svjetski kup 1995.: 8. mjesto[16]

- 1996. –  srebro

- Maro Balić, Perica Bukić, Damir Glavan, Igor Hinić, Vjekoslav Kobešćak, Joško Kreković, Ognjen Kržić, Dubravko Šimenc, Siniša Školneković, Ratko Štritof, Renato Vrbičić, Tino Vegar, Zdeslav Vrdoljak. Trener: Bruno Silić.

- EP 1997. – četvrto mjesto

- MI 1997. –

- svjetski kup 1997.: 8. mjesto[16]

- SP 1998. – 9. mjesto

- 1999. –  srebro[25]

- Samir Barać, Alen Bošković, Teo Đogaš, Igor Hinić, Ivo Ivaniš, Vedran Jerković, Vjekoslav Kobešćak, Slavko Letica, Vitomir Padovan, Višeslav Sarić, Siniša Školneković, Dubravko Šimenc, Mile Smodlaka, Ratko Štritof, Frano Vićan. Trener: Neven Kovačević. Pom.tr. Vojko Šegvić, 2. pomoćnik Zoran Kačić.

- svjetski kup 1999.: nije sudjelovala

- OI 2000. – 7. mjesto

- Siniša Školneković, Elvis Fatović, Višeslav Sarić, Dubravko Šimenc, Ognjen Kržić, Ratko Štritof, Mile Smodlaka, Ivo Ivaniš, Miho Bošković, Samir Barać, Igor Hinić, Frano Vićan, Vjekoslav Kobešćak. Trener: Neven Kovačević. (izvrsne rezultate je poremetila gripa koja je harala olimpijskim selom)

- SP 2001. — 8. mjesto

- MI 2001. – 5. mjesto

- Goran Volarević, Aljoša Kunac, Mario Oreb, Slavko Letica, Andrija Komadina, Višeslav Sarić, Danijel Premuš, Dragan Medan, Pavlović, Franković, Frano Karač, Miro Kačić, Hrvoje Koljanin. Trener: Neven Kovačević.(Hrvatska je izgubila od SRJ 3:5, pobijedili Francusku 5:3, a Francuska iznenađujuće pobijedila SRJ 8:6 i u tom krugu je Hrvatska kao treća ispala)

- svjetski kup 2002.: 8. mjesto[16]

- svjetska liga 2002.: 4. u izlučnoj skupini B, ukupno 7.[16]

- SP 2003. — 9. mjesto

- Samir Barać, Damir Burić, Teo Đogaš, Elvis Fatović, Nikola Franković, Igor Hinić, Vjekoslav Kobešćak, Dubravko Šimenc, Ratko Štritof, Mile Smodlaka, Frano Vićan, Goran Volarević, Tihomil Vranješ. Trener: Zoran Roje.

- svjetska liga 2003.: nisu sudjelovali[16]

- izlučni turnir za OI 2004. — 1. mjesto

- Samir Barać, Damir Burić, Elvis Fatović, Nikola Franković, Igor Hinić, Vjekoslav Kobešćak, Ivan Milaković, Dubravko Šimenc, Mile Smodlaka, Ratko Štritof, Frano Vićan, Goran Volarević, Tihomil Vranješ. Trener: Zoran Roje.

- OI 2004. – 10. mjesto

- Samir Barać, Damir Burić, Elvis Fatović, Nikola Franković, Igor Hinić, Vjekoslav Kobešćak, Danijel Premuš, Dubravko Šimenc, Mile Smodlaka, Ratko Štritof, Frano Vićan, Goran Volarević, Tihomil Vranješ. Trener: Zoran Roje.

- svjetska liga 2004.: nisu sudjelovali[16]

- SP 2005. — četvrto mjesto

- Srđan Antonijević, Miho Bošković, Damir Burić, Andro Bušlje, Teo Đogaš (captain), Nikola Franković, Igor Hinić, Andrija Komadina, Josip Pavić (vratar), Boris Pavlović, Tomislav Primorac, Goran Volarević (vratar), Tihomil Vranješ. Trener

Ratko Rudić.
- MI 2005. –

- svjetska liga 2005.: 4. mjesto[16]

- EP 2006. – 7. mjesto

- Srđan Antonijević, Miho Bošković, Damir Burić, Andro Bušlje, Teo Đogaš, Maro Joković, Pavo Marković, Petar Muslim, Josip Pavić (vratar), Boris Pavlović, Danijel Premuš, Anđelo Šetka, Ratko Štritof, Goran Volarević (vratar), Tihomil Vranješ. Trener: Ratko Rudić.

- svjetski kup 2006.: 4. mjesto[16]

- svjetska liga 2006.: 3. u poluzavršnoj skupini[16]

- SP 2007. –  zlato

- Frano Vićan, Damir Burić, Andro Bušlje, Zdeslav Vrdoljak, Aljoša Kunac, Maro Joković, Mile Smodlaka, Teo Đogaš, Pavo Marković, Samir Barać, Igor Hinić, Miho Bošković, Josip Pavić. Trener: Ratko Rudić.

- svjetska liga 2007.: 3. – 4. mjesto izlučnoj skupini[16]

- OI 2008. – 6. mjesto

- Maro Joković, Teo Đogaš, Pavo Marković, Josip Pavić, Mile Smodlaka, Andro Bušlje, Zdeslav Vrdoljak, Samir Barać, Aljoša Kunac, Igor Hinić, Miho Bošković, Damir Burić, Frano Vićan. Trener: Ratko Rudić

- EP 2008. – četvrto mjesto

- Frano Vićan, Damir Burić, Andro Bušlje, Zdeslav Vrdoljak, Aljoša Kunac, Maro Joković, Mile Smodlaka, Teo Đogaš, Pavo Marković, Samir Barać, Igor Hinić, Miho Bošković, Sandro Sukno. Trener: Ratko Rudić

- svjetska liga 2008.: 3. u izlučnoj skupini Europa 1[28]

- SP 2009. –  bronca

- Josip Pavić, Ivo Brzica, Igor Hinić, Nikša Dobud, Damir Burić, Andro Bušlje, Ivan Buljubašić, Srđan Antonijević, Frano Karač, Samir Barać, Sandro Sukno, Miho Bošković, Paulo Obradović. Trener: Ratko Rudić

- MI 2009. –

- svjetska liga 2009.:  srebro

- EP 2010. –  zlato

- Samir Barać, Miho Bošković, Ivan Buljubašić, Damir Burić, Andro Bušlje, Nikša Dobud, Igor Hinić, Maro Joković, Frano Karač, Petar Muslim, Paulo Obradović, Josip Pavić, Sandro Sukno. Trener: Ratko Rudić

- svjetski kup 2010.:  srebro

- svjetska liga 2010.:  bronca

- SP 2011. –  bronca

- Samir Barać, Miho Bošković, Ivan Buljubašić, Damir Burić, Andro Bušlje, Nikša Dobud, Maro Joković, Frano Karač, Petar Muslim, Paulo Obradović, Josip Pavić, Sandro Sukno, Fran Paškvalin. Trener: Ratko Rudić

- svjetska liga 2011.:  bronca

- EP 2012. –

- Josip Pavić, Damir Burić, Miho Bošković, Nikša Dobud, Maro Joković, Petar Muslim, Frano Karač, Andro Bušlje, Sandro Sukno, Samir Barać, Fran Paškvalin, Paulo Obradović, Ivan Buljubašić.

Trener: Ratko Rudić
- svjetska liga 2012.:  zlato

- Trener: Ratko Rudić

- OI 2012. –  zlato

- Josip Pavić, Damir Burić, Miho Bošković, Nikša Dobud, Maro Joković, Petar Muslim, Ivan Buljubašić, Andro Bušlje, Sandro Sukno, Samir Barać, Igor Hinić, Paulo Obradović, Frano Vićan. Trener: Ratko Rudić

- MI 2013.:  zlato

- Josip Pavić, Marko Bijač, Nikša Dobud, Ivan Krapić, Andro Bušlje, Ivan Milaković, Luka Lončar, Sandro Sukno, Petar Muslim, Luka Bukić, Maro Joković, Paulo Obradović, Anđelo Šetka. Izbornik: Ivica Tucak.

- SP 2013.:  bronca

- Josip Pavić, Marko Bijač, Nikša Dobud, Fran Paškvalin, Andro Bušlje, Ivan Milaković, Luka Lončar, Sandro Sukno, Petar Muslim, Luka Bukić, Maro Joković, Paulo Obradović, Anđelo Šetka. Izbornik: Ivica Tucak.

- SP 2015.:  srebro

- Josip Pavić, Marko Bijač, Damir Burić, Antonio Petković, Luka Lončar, Maro Joković, Luka Bukić, Petar Muslim, Andro Bušlje, Sandro Sukno, Fran Paškvalin, Anđelo Šetka i Paulo Obradović. Izbornik: Ivica Tucak.

- OI 2016. –  srebro

- Josip Pavić, Damir Burić, Antonio Petković, Luka Lončar, Maro Joković, Luka Bukić, Xavier García, Andro Bušlje, Sandro Sukno, Ivan Krapić, Anđelo Šetka, Marko Macan, Marko Bijač. Trener: Ivica Tucak

- SP 2017. –  zlato

- Marko Bijač, Marko Macan, Loren Fatović, Luka Lončar, Maro Joković, Ivan Buljubašić, Ante Vukičević, Andro Bušlje, Sandro Sukno, Ivan Krapić, Anđelo Šetka, Xavier García, Ivan Marcelić. Trener: Ivica Tucak

- EP 2018.:  bronca

- Trener: Ivica Tucak

- SP 2019. –  bronca

- Marko Bijač, Ivan Marcelić, Andro Bušlje, Marko Macan, Hrvoje Benić, Luka Lončar, Josip Vrlić, Maro Joković, Xavier García, Lovre Miloš, Loren Fatović, Ante Vukičević, Anđelo Šetka; izbornik Ivica Tucak

- SP 2022. – 4. mjesto

- Marko Bijač, Rino Burić, Loren Fatović, Ivan Krapić, Franko Lazić, Luka Bukić, Ante Vukičević, Marko Žuvela, Jerko Marinić Kragić, Josip Vrlić, Andrija Bašić, Konstantin Harkov, Toni Popadić; izbornik Ivica Tucak

- EP 2022. –  zlato

- Andrija Bašić, Marko Bijač, Matias Biljaka, Luka Bukić, Rino Burić, Loren Fatović, Konstantin Harkov, Ivan Krapić, Filip Kržić, Franko Lazić, Jerko Marinić Kragić, Toni Popadić, Josip Vrlić, Ivan Domagoj Zović, Marko Žuvela; izbornik Ivica Tucak

- EP 2024. –  srebro

- Marko Bijač, Matias Biljaka, Luka Bukić, Rino Burić, Zvonimir Butić, Loren Fatović, Konstantin Harkov, Filip Kržić, Franko Lazić, Luka Lončar, Jerko Marinić Kragić, Toni Popadić, Josip Vrlić, Ante Vukičević, Marko Žuvela; izbornik Ivica Tucak

- Svjetski kup – Bukurešt 2025.[29]

- Toni Popadić, Mauro Ivan Čubranić, Eugen Sunara, Luka Lončar, Branimir Herceg, Viktor Tončinić, Rino Burić, Matias Biljaka, Marko Žuvela, Filip Kržić, Duje Pejković, Ivuša Burđelez, Jerko Marinić Kragić, Franko Lazić, Vlaho Pavlić, Maro Šušić, Konstantin Harkov, Zvonimir Butić, Andrija Bašić i Duje Cuzzi, izbornik: Ivica Tucak.

## Statistika

### Najveće pobjede
Pobjede od 15 ili više razlike.
- SP 1994.:  Hrvatska –  Novi Zeland 35:1
- SP 1998.:  Hrvatska –  Novi Zeland 19:3
- SP 1998.:  Hrvatska –  Kazahstan 19:4
- SP 2005.:  Hrvatska –  Kanada 19:4
- SP 2013.:  Hrvatska –  JAR 19:0
- SP 2013.:  Hrvatska –  Novi Zeland 21:4
- SP 2015.:  Hrvatska –  Kina 17:1

- EP 1995.:  Hrvatska –  Austrija 26:2
- kvalifikacije za EP 2008.:  Hrvatska –  Velika Britanija 26:4
- EP 2016.:  Francuska –  Hrvatska 5:20
- EP 2016.:  Hrvatska –  Malta 22:2
- EP 2018.:  Hrvatska –  Turska 23:2

- SK 2010.:  Iran –  Hrvatska 2:23
- SK 2018.:  Hrvatska –  JAR 25:2

- SL 2010.:  JAR –  Hrvatska 1:22
- SL 2012.:  Hrvatska –  Brazil 20:3
- kvalifikacije za SL 2013.:  Hrvatska –  Turska 20:1
- SL 2017.:  Kazahstan –  Hrvatska 3:19

- EK 2018.:  Francuska –  Hrvatska 5:20
- SL 2019.:  Hrvatska –  Kazahstan 20:4

### Najteži porazi
Porazi od 7 ili više razlike.
- MI 2005.:  Italija –  Hrvatska 14:5
- kvalifikacije za SL 2007.:  Mađarska –  Hrvatska 15:6
- kvalifikacije za SL 2008.:  Grčka –  Hrvatska 13:5
- SL 2015.:  Brazil –  Hrvatska 17:10
- SP 2015.:  Hrvatska –  Srbija 4:11
- EP 2016.:  Hrvatska –  Srbija 6:13

## Vanjske poveznice
- Sportal-Večernji  Arhivirana inačica izvorne stranice od 14. srpnja 2008. (Wayback Machine) Hrvatska bez finala zbog čudnog sudačkog kriterija (11 kontraprekršaja), 12. srpnja 2008.
- Sportal-Večernji  Arhivirana inačica izvorne stranice od 15. srpnja 2008. (Wayback Machine) Rudić: Sudac Stavridis ukrao nam je odličje, 14. srpnja 2008.